# Великие Луки (аэропорт)
Аэропорт Великие Луки — аэропорт города Великие Луки (располагается около деревни Максимово). Имеется районный центр Единой системы организации воздушного движения (РЦ ЕС ОрВД) Великие Луки (филиал «Аэронавигация Северо-Запада») и АМСГ «Великие Луки» (филиал АНО «Метеоагентство Росгидромета»).
Принимаемые воздушные суда: Ан-24, Ан-26, Ан-28, Ан-74, Ил-114, Як-40 и классом ниже, вертолёты всех типов.

## История
В 1922 году была открыта первая в РСФСР международная воздушная линия «Москва — Кёнигсберг», которая способствовала строительству аэропорта в Великих Луках. В 1926 году было принято решение о строительстве аэродрома в городе Великие Луки. Финансирование работ осуществлялось из двух источников: а) строительство аэродрома, аэровокзала и служебных зданий финансировало русско-германское Общество Воздушных Сообщений «Дерулюфт» (нем. Deutsch-Russische Luftverkehrs Gesellschaft); б) строительство дороги г. Великие Луки — деревня Максимово (где осуществлялось строительство) — финансировал Ленинградский военный округ. Работы проводились с учетом последующего базирования на аэродроме воинской авиационной части. Днем открытия аэродрома можно считать 28 января 1928 года.
Согласно записи из архива Ленинградского Северо-Западного Управления по гидрометслужбе и контролю природной среды (СЗ УГМС): «…АМСГ Великие Луки в декабре 1933 года была перенесена в аэропорт».
С 1937 года через Великие Луки прошел шведский воздушный мост «Москва — Великие Луки — Рига — Стокгольм» и финский по трассе «Москва — Великие Луки — Рига — Хельсинки».

«За январь месяц подразделение имеет общий налет 56 часов. Из них: санитарных − 36 ч. 10 м; спецрейс — 3 ч. 10 м; служебный — 14 ч. 40 м; тренировочный — 2 часа. Планом на январь месяц предусматривалось: санитарный налет 28 часов, фактически выполнено 36 ч. 10 м; перевозка врачей — 25, фактически перевезено 17 чел.; медгруза — план 300 кг, фактически перевезено 315 кг».— Из приказа № 13 от 30.01.1950 г. по аэропорту Великие Луки. Командир 1-го отд. а/звена Сидин.
В начале 1993 года было принято решение преобразовать аэропорт Великие Луки в Государственное предприятие (ГП) по использованию воздушного пространства (ИВП), управлению воздушным движением (УВД) и радиотехническому обеспечению (РТО) «Аэросервис». По территории этого района проходят несколько международных воздушных трасс и местных воздушных линий.
За всю свою более чем полувековую историю, использовался по специальному назначению малой авиации, в авиационных химических работах в сельском и лесном хозяйствах, также в нуждах противопожарной инспекции, авиационной охране лесов от пожаров, для службы экологического мониторинга, при эвакуационных, санитарных и спасательных операциях МЧС, в патрульных, аэрогеофизических, экскурсионных задачах. Производятся полёты на вертолётах Ми-8, Ми-2 (по обслуживанию нефтепроводов и газопроводов). Также проводится оперативное и периодическое техническое обслуживание воздушных судов.
Аэродром используется также как спортивный — здесь базируется Великолукский АСК РОСТО.
В течение последних нескольких лет аэропорт пришёл в практически полное запустение. Взлётно-посадочная полоса постепенно разрушается, из под твёрдого покрытия появляется растительность. Старое здание аэропорта заброшено и выглядит разрушенным, от былой инфраструктуры аэропорта не осталось практически ничего. На лётном поле стоят два самолёта Ан-2 в разрушенном или полуразрушенном состоянии.
Вопрос о его восстановлении поднимался, но идея развития не получила по финансовым соображениям.